# Институт изучения тоталитарных режимов
Институт изучения (исследования) тоталитарных режимов (чеш. Ústav pro studium totalitních režimů, ÚSTR) — чешская государственная научная организация, занимающаяся изучением тоталитарных режимов в Чехословакии — нацистского и коммунистического.
Расположен в Праге, на улице Рышарда Сивеца. Издаёт журнал Paměť a dějiny (с чеш. — «Память и история»).
В состав института входит архив Службы государственной безопасности Чехословакии (StB) («Архив органов безопасности»). Архив службы безопасности издаёт сборник Securitas Imperii. По мнению организаторов института, раскрытие архивов и других исторических материалов должно помешать искажению чешской истории.

## Создание
Был создан 1 августа 2007 года (начал работать 1 февраля 2008 года). Высшим органом Института является совет, состоящий из семи членов, избираемых Сенатом Чехии сроком на пять лет. Основателем и первым директором института с 1 января 2008 года являлся журналист и историк Павел Жачек.

## Выставки
В 2009 году в Постоянном представительстве Чешской Республики при Европейском союзе в Брюсселе была представлена выставка «Прага сквозь призму секретной полиции». По мнению директора Гарвардского проекта по изучению Холодной войны Марка Крамера, выставка показала, в какой степени коммунистический режим стремился контролировать людей: «Чешская тайная полиция пошла на многое, чтобы отследить людей, которые были совершенно безобидны. Это не были террористы. Они не были опасны для государства».

## Критика
Деятельность института часто становится объектом критики, особенно с учётом круга вопросов, которыми этот институт занимается. В частности, Чешский союз борцов за свободу жалуется на то, что институт в недостаточной степени изучает нацистский режим в истории Чехии. Союз требовал публикации списков агентов гестапо, что институт и сделал

## Дискуссии
Милан Кундера
В 2008 году Институт привлёк внимание средств массовой информации утверждением о том, что писатель Милан Кундера был полицейским информатором и в 1950 году предоставил информацию, которая привела к аресту гостя в студенческом общежитии. Задержанный, Мирослав Дворжачек, был приговорён к 22 годам тюремного заключения как шпион. Он отбыл в заключении 14 лет, в том числе работая на каторжных работах в урановой шахте.
Институт подтвердил подлинность полицейского отчёта 1950 года, на котором основывалось это обвинение, но указал, что не удалось установить некоторые ключевые факты. Кундера отрицал свою причастность, говоря: «Я самым решительным образом возражаю против этих обвинений, которые являются чистой ложью».

## Руководство
- Павел Жачек (2008—2010)
- Йиржи Пернес (2010)
- Зденек Хаздра (2010, и. о.)
- Даниэль Герман (2010—2013)
- Павла Фоглова (2013—2014)
- Зденек Хаздра (2014-)[10][11]